# Fabian Halbig
Fabian Halbig, detto Fabi (Dillingen an der Donau, 23 dicembre 1992), è un musicista e attore tedesco, meglio conosciuto per aver interpretato il ruolo di Kai nel film La banda dei coccodrilli.
Fabian è il batterista del gruppo Killerpilze, da lui fondata nel 2002, assieme a suo fratello Johannes e altri due compagni di scuola. Debuttò con il gruppo nel 2006, pubblicando il loro album Invasion der Killerpilze e nel 2007 con Mit Pauken und Raketen.

Nel 2009, ha lavorato anche come attore, interpretando uno dei protagonisti giovani, Kai, il ragazzo disabile nella trilogia di film La banda dei coccodrilli.

Al Children's Film Festival nel 2009, ha ottenuto il premio come miglior performance.

## Carriera

### Filmografia
- 2009: La banda dei coccodrilli - Kai
- 2010: La banda dei coccodrilli indaga - Kai
- 2011: La banda dei coccodrilli - Tutti per uno - Kai

## Album

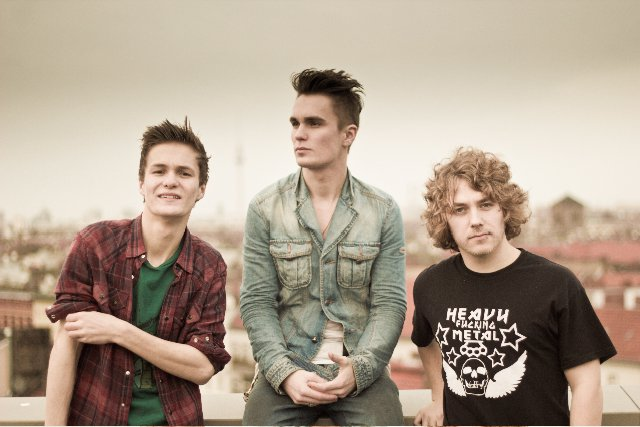
I Killerpilze (2010)

- 2004 - Von vorne durch die Punkalle
- 2006 - Invasion der Killerpilze
- 2007 - Mit Pauken und Raketen
- 2008 - Ganz Schön Laut Hier! Was? ..Ach Nix (live)
- 2010 - Lautonom
- 2011 - Ein bisschen Zeitgeist

### Singoli
- 2006: Richtig scheiße (Sto di merda)
- 2006: Springt hoch (Salta In alto)
- 2006: Ich kann auch ohne dich (Io posso anche senza te)
- 2007: Liebmichhassmich (Amamiodiami)
- 2007: Ich brauche nichts (Non ho bisogno di niente)
- 2007: Letzte Minute (Ultimo minuto)
- 2010: Drei (Tre)
- 2011: Komm Komm.com (Vieni Vieni.com)